# 馬什皮內克 (麻薩諸塞州)
馬什皮內克（英語：Mashpee Neck）是位於美國麻薩諸塞州巴恩斯特布爾縣的一個普查規定居民點。

## 人口
根據2020年美國人口普查的數據，馬什皮內克的面積為3.72平方千米，當中陸地面積為3.28平方千米，而水域面積為0.44平方千米。當地共有人口1076人，而人口密度為每平方千米289.25人。